# Lijst van graven en hertogen van Limburg
Hier volgt een lijst van heersers over het land van Limburg.

## Heersers graven en hertogen over het land van Limburg (het gebied rond het huidige Limbourg gelegen aan de Vesder)
| Periode                                      | Naam                                     | Bijzonderheden | Heersers over het land van Limburg tot aan de inlijving bij het Duitse Rijk (925) |
| -------------------------------------------- | ---------------------------------------- | --- | --------------------------------------------------------------------------------- |
| 768-814                                      | Karel de Grote, koning, vanaf 800 keizer | Onderdeel van het Frankische rijk | Heersers over het land van Limburg tot aan de inlijving bij het Duitse Rijk (925) |
| 814-840                                      | Lodewijk de Vrome, keizer                | idem | Heersers over het land van Limburg tot aan de inlijving bij het Duitse Rijk (925) |
| 840/843-855                                  | Lotharius I, keizer                      | Onderdeel van het Middenrijk | Heersers over het land van Limburg tot aan de inlijving bij het Duitse Rijk (925) |
| 855-869                                      | Lotharius II, koning                     | Onderdeel van het koninkrijk Lotharingen | Heersers over het land van Limburg tot aan de inlijving bij het Duitse Rijk (925) |
| 869-876                                      | Lodewijk II de Duitser, koning           | Splitsing bij het Verdrag van Meerssen: gebied ten oosten van de Maas verbonden met Oost-Francië | Heersers over het land van Limburg tot aan de inlijving bij het Duitse Rijk (925) |
| 876-882                                      | Lodewijk II de Jonge, koning             | idem | Heersers over het land van Limburg tot aan de inlijving bij het Duitse Rijk (925) |
| 869-877                                      | Karel de Kale                            | Splitsing bij het Verdrag van Meerssen: gebied ten westen van de Maas verbonden met West-Francië | Heersers over het land van Limburg tot aan de inlijving bij het Duitse Rijk (925) |
| 877-879                                      | Lodewijk II de Stamelaar                 | idem | Heersers over het land van Limburg tot aan de inlijving bij het Duitse Rijk (925) |
| 882-895                                      | Arnulf van Karinthië                     | Verdrag van Ribemont: herenigd onder Oost-Francië | Heersers over het land van Limburg tot aan de inlijving bij het Duitse Rijk (925) |
| 895-900                                      | Zwentibold, koning                       | Koninkrijk Lotharingen | Heersers over het land van Limburg tot aan de inlijving bij het Duitse Rijk (925) |
| 900-911                                      | Lodewijk IV het Kind, koning             | Verbonden met Oost-Francië | Heersers over het land van Limburg tot aan de inlijving bij het Duitse Rijk (925) |
| 911-923                                      | Karel de Eenvoudige, koning              | Verbonden met West-Francië | Heersers over het land van Limburg tot aan de inlijving bij het Duitse Rijk (925) |
| 925-936                                      | Hendrik I de Vogelaar, koning            | Definitief verbonden met Oost-Francië; Ottoonse huis | Heersers over het land van Limburg tot aan de inlijving bij het Duitse Rijk (925) |
| ca. 1033                                     | Theodorik van Limburg                    | | vroege heersers over het land van Limburg                                         |
| ca. 1033                                     | Richwin                                  | | vroege heersers over het land van Limburg                                         |
| tot 1019                                     | Frederik van Luxemburg (ca. 965-1019)    | Hij had het gebied van het huidige Limburg dat onderdeel uitmaakte van het Karolingische domein Baelen-sur-Vesdre in handen, hij was graaf in de Moezelgouw | Graaf van Limburg                                                                 |
| ca. 1056                                     | Frederik van Luxemburg                   | Stichter van het kasteel Limburg aan de Vesder | Hertog van Limburg                                                                |
| Huis Limburg                                 | Huis Limburg                             | Huis Limburg | Graaf van Limburg                                                                 |
| vóór 1064 - 1078                             | Udo van Limburg                          | Stichter van de Limburgse dynastie, eerste graaf van Limburg, huwde met Judith, dochter van Frederik van Luxemburg | Graaf van Limburg                                                                 |
| 1078 - 1118                                  | Hendrik I van Limburg                    | | Hertogen van Limburg                                                              |
| 1118 - 1139                                  | Walram I 'Paganus' van Limburg           | | Hertogen van Limburg                                                              |
| 1139 - 1167                                  | Hendrik II van Limburg                   | Bij overlijden van zijn vader verviel de titel van hertog aan Godfried II van Brabant, hij volgde als graaf | Graaf van Limburg                                                                 |
| 1167 - 1221                                  | Hendrik III van Limburg                  | Ontwerper van de klimmende en gekroonde Leeuw van Limburg. Rustplaats familie-Limburg Abdij Rolduc, Kerkrade, Limburg | Hertogen van Limburg                                                              |
| 1221 - 1226                                  | Walram III van Limburg                   | Graaf van Luxemburg, heer van Monschau en La Roche; ontwerper van de dubbelstaartige Leeuw van Limburg in verband met het graafschap Luxemburg. Rustplaats Abdij Rolduc, Kerkrade, Limburg. | Hertogen van Limburg                                                              |
| 1226 - 1247                                  | Hendrik IV van Limburg                   | Graaf van Berg en stichtte Limburgse dynastie in Berg; heer van Monschau. | Hertogen van Limburg                                                              |
| 1247 - 1279                                  | Walram IV van Limburg                    | | Hertogen van Limburg                                                              |
| Huis Wassenberg                              |                                          | | Hertogen van Limburg                                                              |
| 1279 - 1288                                  | Reinoud I van Gelre                      | Gehuwd met Irmgard, dochter van Walram IV. Ze overleed kinderloos. Hoewel de families van Luxemburg, van Heinsberg, van Valkenburg en van Berg de erfpretendenten waren, gaat na de Slag bij Woeringen het hertogdom over op de hertogen van Brabant. Vanaf dan krijgt het hertogdom Limburg gouverneurs. | Hertogen van Limburg                                                              |
| Huis Brabant                                 |                                          | | Hertogen van Limburg                                                              |
| 1288 - 1294                                  | Jan I van Brabant                        | | Hertogen van Limburg                                                              |
| Zie verder de lijst van hertogen van Brabant |                                          | |                                                                                   |

## Wapen van familie Limburg en deEuregionaalfamiliaire spreiding

Wapen familie Limburg en het hertogdom Limburg
Wapen van de Nederlandse provincie Limburg
Wapen van het groothertogdom Luxemburg (met kroon erfpretendent via mannelijke lijn, uit het huis Limburg-Luxemburg)
Wapen van de Belgische provincie Limburg met het wapen van het oorspronkelijk graafschap Loon
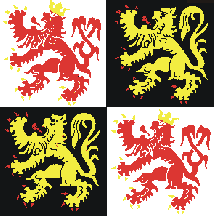
Wapen van de gemeente Voeren in Belgisch Limburg (met kroon, oorspronkelijk deel door samenvoeging met Teuven)
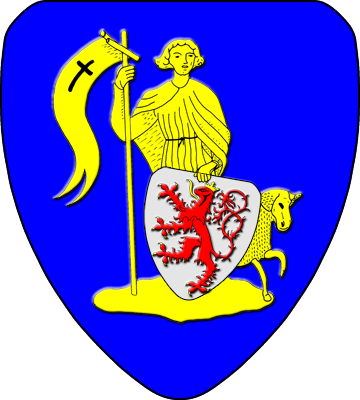
Wapen van de gemeente Herve in de Belgische provincie Luik (met kroon, oorspronkelijk deel)
Wapen van de Belgische plaats La Roche-en-Ardenne
Wapen van de Belgische plaats Durbuy
Wapen van de Duitse stad Düsseldorf (met kroon erfpretendent via mannelijke lijn)
Wapen van de Duitse stad Heinsberg (met kroon erfpretendent via vrouwelijke lijnen, uit het huis Limburg-Sponheim)
Wapen van de Nederlandse gemeente Roerdalen, land van Heinsberg
Wapen van de Nederlandse plaats Valkenburg aan de Geul (met kroon erfpretendent via vrouwelijke lijnen)
Wapen van de Nederlandse gemeente Heerlen, land van Valkenburg
Wapen van de Duitse plaats Herzogenrath, land van Rode
Wapen van de Nederlandse stad Kerkrade, land van Rode, rustplaats familie-Limburg
Wapen van de Nederlandse plaats Vaals, land van Rode
Wapen van de Nederlandse gemeente Gulpen-Wittem, land van Rode
Wapen van het Duitse graafschap Limburg, 1225-1815, (zonder kroon en via vrouwelijke lijn)

## Wapen van het hertogdom Limburg in de periode 1570 tot 1797

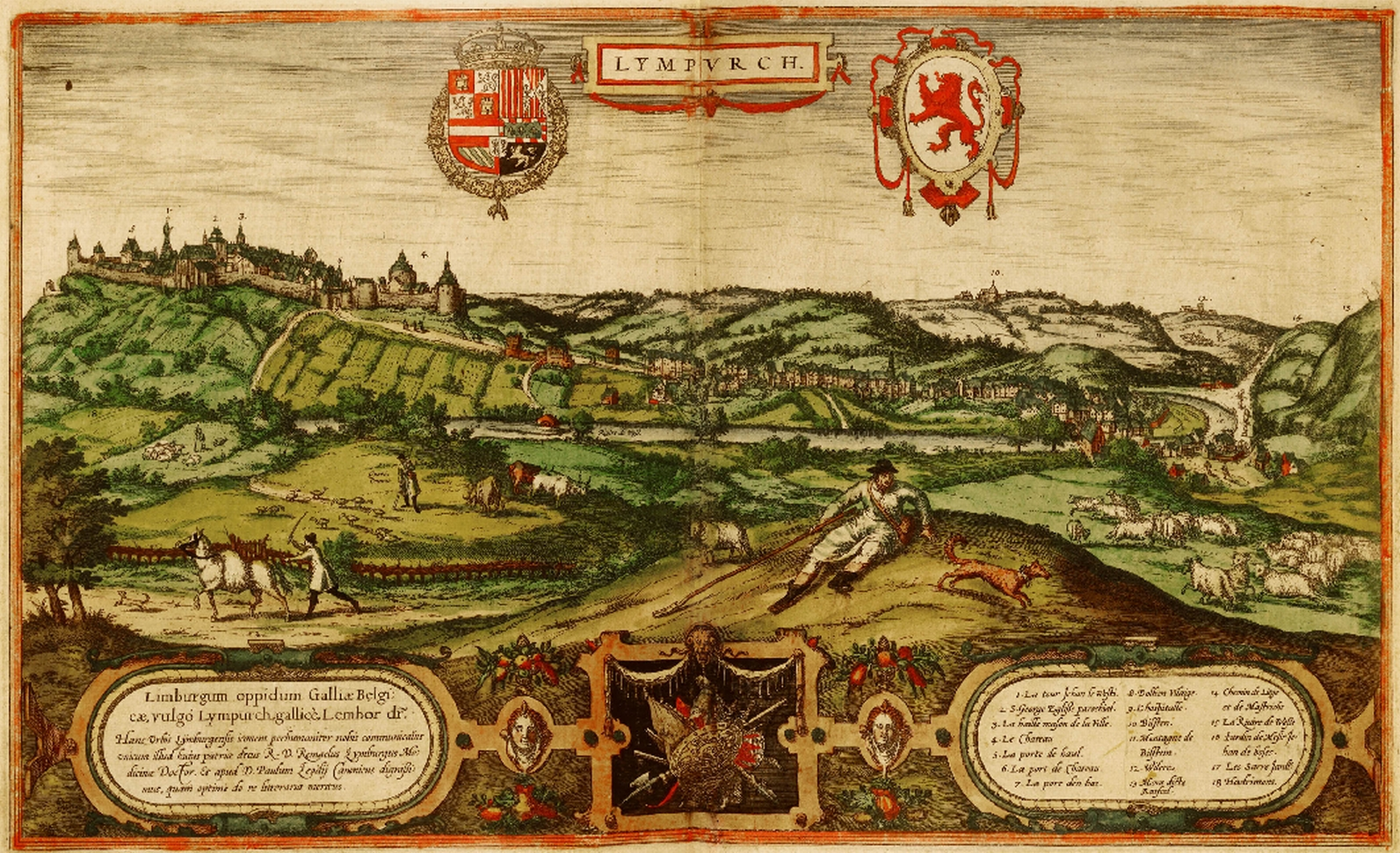
Limburg en het wapen de rode leeuw van het hertogdom Limburg, 1575, inclusief het land van Valkenburg, het land van Rode en het graafschap Dalhem, (Zuid-Limburg), onder de hertog van Brabant

Wapen van Limburg (rode leeuw) tot 1797, onder de hertog van Brabant
Wapen van het Land van Valkenburg tot 1797, onder de hertog van Brabant

## Hertogdom Limburg (1839-1890)

Hartwapen provincie Limburg vanaf 1886

Hoewel de familie van Limburg haar familiegraf in het land van Rode rondom Kerkrade had met bezittingen in Heerlen en Sittard, ging het hertogdom Limburg (1839-1866) slechts in naam en wapen terug op het  oude hertogdom Limburg (1033-1288).
Heersers waren:
| Huis Oranje-Nassau | Huis Oranje-Nassau         | Huis Oranje-Nassau | Hertogen van Limburg |
| ------------------ | -------------------------- | --- | -------------------- |
| 1839 - 1840        | Willem I der Nederlanden   | Willem I gaf de provincie de naam Limburg. Tevens Koning der Nederlanden en Groothertog van Luxemburg. | Hertogen van Limburg |
| 1840 - 1849        | Willem II der Nederlanden  | Tevens Koning der Nederlanden en Groothertog van Luxemburg. | Hertogen van Limburg |
| 1849 - 1890        | Willem III der Nederlanden | Willem III gaf de provincie Limburg het oorspronkelijke wapen van de familie-Limburg als hartwapen terug, december 1886. Tevens Koning der Nederlanden en Groothertog van Luxemburg. Vanaf 1886 was hij enkel nog ceremonieel hertog van Limburg. | Hertogen van Limburg |
| 1890 - 1906        | Wilhelmina der Nederlanden | De titel "hertog" was alleen in mannelijke lijn overerfbaar. Wilhelmina droeg als dochter van de hertog de titel als laatste enkel ceremonieel.                                                                                                   | Hertogen van Limburg |